# Ophioscolex serratus
Ophioscolex serratus är en ormstjärneart som beskrevs av Hubert Lyman Clark 1900. Ophioscolex serratus ingår i släktet Ophioscolex och familjen skinnormstjärnor. Inga underarter finns listade i Catalogue of Life.